# Мансьенн, Майкл
Майкл Мансьенн (англ. Michael Mancienne; род. 8 января 1988, Лондон) — английский и сейшельский футболист, защитник клуба «Бертон Альбион». В июле 2022 года дебютировал за сборную Сейшельских Островов.

## Карьера
С девяти лет учился в академии футбольного клуба «Челси», выступал за клуб в предсезонном туре и находился на скамейке запасных в первых двух матчах сезона 2006/2007. Затем на протяжении двух сезонов играл за клуб «Куинз Парк Рейнджерс», в ноябре-декабре 2008 года — за «Вулверхэмптон Уондерерс». В январе 2009 года вернулся в «Челси» и 14 февраля дебютировал в матче Кубка Англии против «Уотфорда» в стартовом составе.
31 мая 2011 года перешёл в немецкий «Гамбург», подписав контракт на четыре года.
16 июля 2014 года перешёл в «Ноттингем Форест», подписав трёхлетний контракт, где воссоединился со своим тренером по сборной Англии до 21 года Стюартом Пирсом. Дебютировал за «Форест» 9 августа 2014 года в матче против «Блэкпула». 28 апреля 2017 года продлил контракт с «Ноттингем Форест» ещё на два года.
3 августа 2018 года перешёл по свободному трансферу в клуб MLS «Нью-Инглэнд Революшн». В американской лиге дебютировал 19 августа 2018 года в матче против «Ди Си Юнайтед». В сезоне 2019 из-за подошвенного фасциита пропустил три месяца. Отметил возвращение на поле 10 августа 2019 года в матче против «Сиэтл Саундерс», забив свой первый гол в MLS. По окончании сезона 2020 «Нью-Инглэнд Революшн» не продлил контракт с игроком.
9 февраля 2021 года присоединился к клубу английской Лиги один «Бертон Альбион», подписав контракт до конца сезона 2020/21. 16 мая 2021 года подписал новый однолетний контракт с «пивоварами».

## Достижения
Командные
 «Челси»
- Обладатель Кубка Англии (1): 2009
- Итого: 1 трофей

Личные
- Лучший молодой игрок «Челси» (1): 2009